# 小耶夫尔
小耶夫尔（法語：Yèvres-le-Petit，法語發音：[jɛvʁ lə pəti]）是法国奥布省的一个市镇，属于奥布河畔巴尔区。

## 地理
小耶夫尔（48°28'43"N, 4°29'26"E）面积8.35 平方千米，位于法国大東部大區奥布省，该省份为法国中北部省份，北起马恩省，西接塞纳-马恩省，西南至约讷省，东南至科多尔省，东临上马恩省。
与小耶夫尔接壤的市镇（或旧市镇、城区）包括：布罗、瓦尔河畔库尔塞勒、帕尔莱沙旺日、罗奈洛皮塔勒。

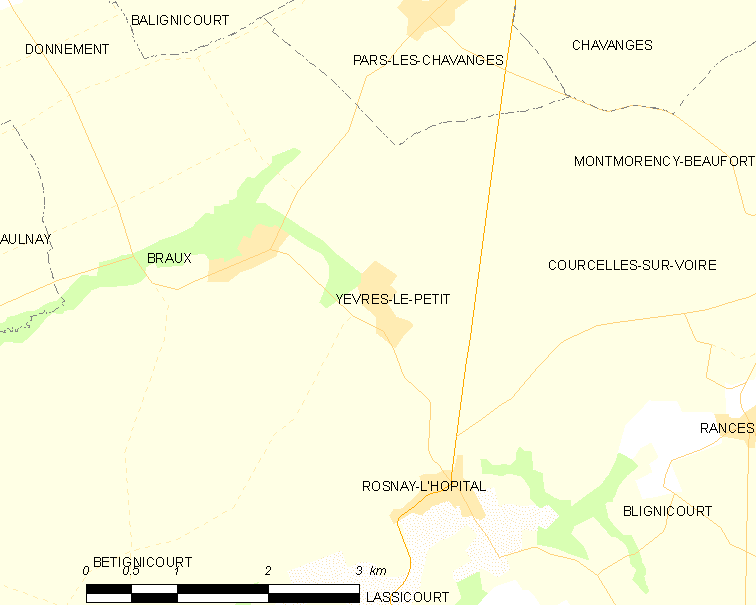
小耶夫尔的OSM定位图

小耶夫尔的时区为UTC+01:00、UTC+02:00（夏令时）。

## 行政
小耶夫尔的邮政编码为10500，INSEE市镇编码为10445。

## 政治
小耶夫尔所属的省级选区为布列讷堡县。

## 人口

1962-2008年间小耶夫尔人口变化图示

小耶夫尔于2022年1月1日时的人口数量为54人。